# Gammalinoleenzuur
Gammalinoleenzuur (cis,cis,cis-octadeca-6,9,12-trieenzuur) of GLA is een onverzadigd omega 6-vetzuur met drie dubbele bindingen dat in het lichaam uit linolzuur wordt gevormd.

## Voorkomen
Gammalinoleenzuur is onder meer in teunisbloemolie te vinden. De zaden bevatten 7 tot 14% gammalinoleenzuur. In bernagiezaden zelfs 20 tot 27% (borageolie) en in zwarte bessenzaden 15 tot 20%. In zonnebloemolie, sesamolie, hennepzaadolie, saffloerolie, sojaolie, druivenpitolie en maïsolie zit deze olie ook zij het met een lager gehalte. Ook sommige schimmels bevatten deze olie.

## Rol in het lichaam
Gammalinoleenzuur wordt in het lichaam met behulp van de vitaminen B3, B6 en C omgezet in de prostaglandinen 1 en 3. Deze hebben een vaatverwijdende invloed, werken bloeddrukverlagend, remmen ontstekingsreacties en gaan trombosevorming tegen. Ook wordt de aanmaak van cholesterol geremd.
Met behulp van co-enzym A en het enzym delta-6-desaturase wordt linolzuur omgezet in gammalinoleenzuur, waaruit weer dihomogammalinoleenzuur ontstaat. Via het enzym delta-5-desaturase wordt dihomogammalinoleenzuur omgezet in arachidonzuur, dat vier dubbele bindingen bezit en de immuniteit onderdrukt. Het enzym delta-5-desaturase kan geremd worden met onder andere alfalinoleenzuur uit lijnzaadolie.
Sommige mensen kunnen onvoldoende linolzuur omzetten en zijn aangewezen op onder andere teunisbloem- of borageolie.